# Gradi della polizia locale delle Marche
Tabella riassuntiva dei gradi della polizia locale delle Marche. I distintivi di grado sono regolati dalla legge regionale n. 1 del 17 febbraio 2014 (che abrogò la Legge Regionale n. 38 del 29 novembre 1988) e il regolamento regionale n. 2 del 2 marzo 2017.

## Dirigenti

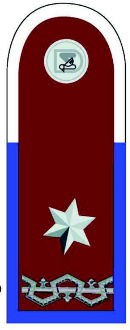
dirigente generale
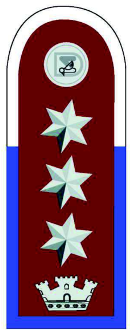
dirigente superiore
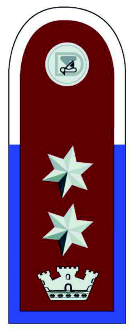
dirigente

## Ufficiali superiori

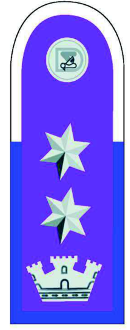
commissario coordinatore
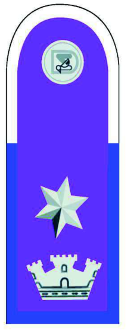
commissario superiore
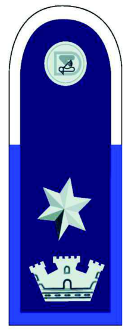
commissario capo

## Ufficiali

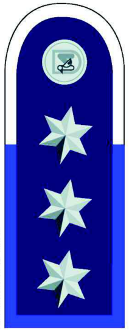
commissario
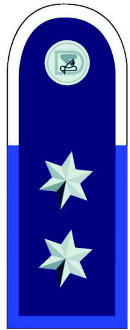
vice commissario
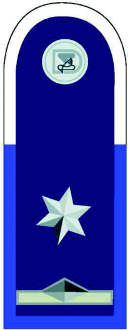
sostituto commissario

## Sottufficiali

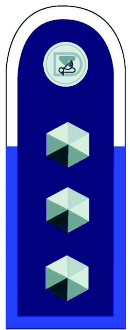
ispettore capo
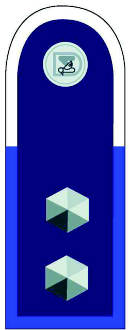
ispettore
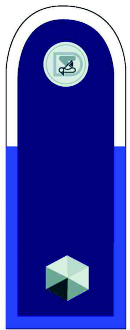
vice ispettore

## Agenti

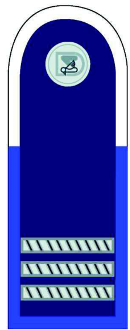
sovrintendente capo
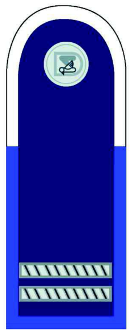
sovrintendente
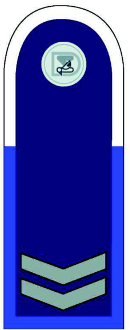
assistente
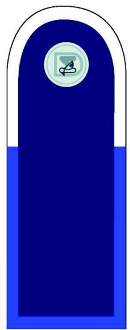
agente

## Comandanti del Corpo o responsabili del servizio
In presenza dei requisiti indicati nella l.r., viene eretto il Corpo di polizia locale. In caso contrario, invece, viene istituito un Servizio di polizia locale o si ricorre alle forme associative tra i comuni.
r.r. all'articolo 3, comma 5 e 13 stabilisce per i comandanti:
| Grado                    | Funzione |
| ------------------------ | --- |
| Commissario Coordinatore | • Comandante dei Comuni sopra i 10.000 abitanti che abbia maturato almeno 25 anni di servizio nella categoria giuridica D3 |
| dirigente                | • comandante con qualifica dirigenziale |
| dirigente superiore      | - comandante di polizia locale, anche privo della qualifica dirigenziale, dei Comuni capoluogo di Provincia - comandante di polizia provinciale, anche privo della qualifica dirigenziale; - comandante di corpi di polizia locale di Comuni o loro forme associative con popolazione complessiva superiore a 30.000 abitanti |
| dirigente generale       | • comandante polizia locale del capoluogo di Regione |

Il distintivo sulle controspalline per i comandanti o responsabili e i loro vice vengono contraddistinti dai robbi posti sotto le stelle o esagoni:

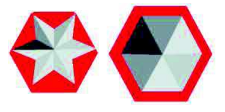
Esagono (robbio) rosso per i comandanti o i responsabili
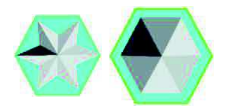
Esagono (robbio) ciano per i vice comandanti o i vice responsabili

### Riferimenti normativi
- Legge regionale del 17 febbraio 2014, n. 1 "Norme in materia di polizia locale", su consiglio.marche.it.
- Regolamento regionale 2 marzo 2017, n. 2 "Disciplina dei distintivi di grado, dei contrassegni di specialità e delle onorificenze per gli appartenenti alle strutture di polizia locale", su consiglio.marche.it.